# Kanjon Belega Drima
Kanjon Belega Drima (albansko Gryka e Drinit të Bardhë; srbsko Kanjon Belog Drima, Kaњon Belog Drima) je majhen kanjon na jugozahodu Kosova. Skozi kanjon teče reka Beli Drim. Je razmeroma kratek, dolg je le približno 900 m, z globino 45 metrov. Na vhodu v kanjon je most Fshajt ali Sveti most (albansko Ura e Fshejtë ali Ura e Shenjtë; srbsko Švanjski most / Швањски мост), stari kamnit osmanski most z enim lokom iz 18. stoletja, ki privablja skakalce z mostu iz vsega Balkana. 
Kanjon reke Beli Drim pri mostu Fshajt je bil zaradi svojih hidroloških in geomorfoloških vrednosti leta 1986 zaščiten kot naravni spomenik.

## Geografija
Kanjon Belega Drima je v bližini vasi Xërxë (občina Rahovec) na cesti Gjakova - Prizren.
Reka je v dolgem geomorfološkem postopku izkopala sotesko. Rez v apnenčevem bloku iz obdobja krede, ki poteka kot zapah od severovzhoda do jugozahoda skozi ravnino Metohie, je v postlakustičnem obdobju velikega jezera neogena povzročil dolgotrajno erozijo. Njegov nastanek je bil pogojen s številnimi tektonskimi dogodki. Soteska ima značilne lastnosti kanjona in vsebuje veliko karbonatnih formacij.

## Turizem
Med dolgim geomorfološkim postopkom je reka Beli Drim predrla kanjon med dvema apnenčastima skalama in tako ustvarila zelo privlačen in zanimiv del za raziskovalce in obiskovalce. Kanjon je ob glavni cesti, ki povezuje Gjakovo in Prizren, obišče ga veliko tujih turistov in tudi domačinov. Ločni most Fshajt čez kanjon predstavlja še eno pomembno turistično atrakcijo na tem območju. Vsako leto se organizira tekmovanje skok z mostu, ki se ga udeleži veliko regijskih tekmovalcev. Tako most kot kanjon sta od leta 1986 zakonsko zaščitena. Površina zaščitenega območja je 199 ha in pripada občinama Rahovec (124,96 ha) in Gjakova (73,86).
Blizu mostu sta dve skali, imenovani Orlovska skala (Shkëmbi i Shqiponjës) in Skanderbegova Skala (Shkëmbi i Skenderbeut), na kateri je vgraviran albanski plemič iz 15. stoletja  Gjergj Kastrioti Skënderbeu. Portret Skanderbega je leta 1968 v skalo naslikal Mehhid Yvejsi ob 500-letnici njegove smrti.
Na zgornjem koncu kanjona je prijetna restavracijo, v kateri se dobi sveže ulovljene ribe iz reke Beli Drim.

## Galerija
- Kanjon iz mostu
- Čoln pri mostu Fshajt in kanjon
- Most Fshajt
- Zamrznjen Beli Drim v januarju.